# Tournoi de clôture du championnat du Honduras de football 1998
Navigation
Saison précédente Saison suivante
Le Tournoi Clausura 1998 est le deuxième tournoi saisonnier disputé au Honduras.
C'est cependant la 33e fois que le titre de champion du Honduras est remis en jeu.
Lors de ce tournoi, le CD Motagua a conservé son titre de champion du Honduras face aux dix meilleurs clubs honduriens.
Chacun des onze clubs participant était confronté deux fois aux dix autres équipes. Puis les six meilleures se sont affrontées lors d'une phase finale à la fin du tournoi.
Seulement une place était qualificative pour la Copa Interclubes UNCAF.

## Les 11 clubs participants
| \| Tegucigalpa: CD Motagua CD Olimpia Pumas UNAH San Pedro Sula: CD Marathon Palestino FC Real España Independiente Villela San Pedro Sula Real Maya Deportivo Tegucigalpa San Pedro Sula CD Platense San Pedro Sula Tegucigalpa CD Victoria CD Vida CD Victoria CD Vida \| Localisation des clubs. |
| Tegucigalpa: CD Motagua CD Olimpia Pumas UNAH San Pedro Sula: CD Marathon Palestino FC Real España Independiente Villela San Pedro Sula Real Maya Deportivo Tegucigalpa San Pedro Sula CD Platense San Pedro Sula Tegucigalpa CD Victoria CD Vida CD Victoria CD Vida                               |

| Club                  | Stade                        | Capacité | Ville          |
| Independiente Villela | Stade Humberto Micheletti    | 5 000    | El Progreso    |
| CD Marathon           | Stade Yankel Rosenthal       | 15 000   | San Pedro Sula |
| Real Maya Deportivo   | Stade Marcelo Tinoco         | 5 000    | Danlí          |
| CD Motagua            | Stade Tiburcio Carias Andino | 35 000   | Tegucigalpa    |
| CD Olimpia            | Stade Tiburcio Carias Andino | 35 000   | Tegucigalpa    |
| Palestino FC (en)     | Stade Francisco Morazán      | 20 000   | San Pedro Sula |
| CD Platense           | Stade Excelsior              | 10 000   | Puerto Cortés  |
| Real España           | Stade Francisco Morazán      | 20 000   | San Pedro Sula |
| Pumas UNAH            | Stade Tiburcio Carias Andino | 35 000   | Tegucigalpa    |
| CD Victoria           | Stade Nilmo Edwards          | 25 000   | La Ceiba       |
| CD Vida               | Stade Nilmo Edwards          | 25 000   | La Ceiba       |

## Compétition
Le tournoi Clausura s'est déroulé de la même façon que le tournoi saisonnier précédent, en deux phases :
- La phase de qualification : les vingt journées de championnat.
- La phase finale : les matchs aller-retour allant des quarts de finale à la finale.

### Phase de qualification
Lors de la phase de qualification les onze équipes affrontent à deux reprises les dix autres équipes selon un calendrier tiré aléatoirement.
Les six meilleures équipes sont qualifiées pour les quarts de finale.
Le classement est établi sur le barème de points classique (victoire à 3 points, match nul à 1, défaite à 0).
Le départage final se fait selon les critères suivants :
- Le nombre de points.
- La différence de buts générale.
- La différence de buts particulière.
- Le nombre de buts marqué.

### Classement
| Rang | Équipe                | Pts | J  | G  | N | P  | Bp | Bc | Diff |
| ---- | --------------------- | --- | -- | -- | - | -- | -- | -- | ---- |
| 1    | CD Olimpia            | 46  | 20 | 13 | 7 | 0  | 46 | 15 | +31  |
| 2    | CD Motagua (T)        | 46  | 20 | 14 | 4 | 2  | 39 | 15 | +24  |
| 3    | CD Platense           | 32  | 20 | 8  | 8 | 4  | 36 | 30 | +6   |
| 4    | CD Marathon           | 30  | 20 | 7  | 9 | 4  | 29 | 28 | +1   |
| 5    | Real Maya Deportivo   | 28  | 20 | 8  | 4 | 8  | 26 | 27 | -1   |
| 6    | CD Victoria           | 26  | 20 | 6  | 8 | 6  | 24 | 25 | -1   |
| 7    | CD Vida               | 23  | 20 | 5  | 8 | 7  | 26 | 26 | 0    |
| 8    | Real España           | 23  | 20 | 5  | 8 | 7  | 24 | 26 | -2   |
| 9    | Palestino FC (en) (P) | 18  | 20 | 4  | 6 | 10 | 20 | 38 | -18  |
| 10   | Independiente Villela | 12  | 20 | 2  | 6 | 12 | 23 | 45 | -22  |
| 11   | Pumas UNAH            | 9   | 20 | 1  | 6 | 13 | 14 | 33 | -19  |

| Légende : Qualifications et relégations | Légende : Qualifications et relégations                  |
| --------------------------------------- | -------------------------------------------------------- |
|                                         | Qualifié pour les quarts de finale                       |
|                                         | (T) : Tenant du titre (P) : Promu de la saison 1996-1997 |

#### Matchs
| Résultats (▼dom., ►ext.)                                   | Ind | Mar | Mot | Oli | Pal | Pla | Esp | May | Uni | Vic | Vid |
| Independiente Villela                                      |     | 1-1 | 3-3 | 1-4 | 0-1 | 2-2 | 2-2 | 1-3 | 2-0 | 2-3 | 0-0 |
| CD Marathon                                                | 1-0 |     | 0-0 | 0-3 | 4-1 | 2-2 | 3-3 | 3-2 | 1-1 | 1-0 | 2-0 |
| CD Motagua                                                 | 6-1 | 1-0 |     | 1-1 | 4-1 | 3-0 | 2-0 | 2-0 | 2-1 | 1-0 | 2-0 |
| CD Olimpia                                                 | 2-0 | 5-0 | 2-1 |     | 4-0 | 1-1 | 3-1 | 3-0 | 2-0 | 1-1 | 4-3 |
| Palestino FC (en)                                          | 0-1 | 4-2 | 0-1 | 1-1 |     | 1-1 | 0-3 | 2-3 | 2-0 | 1-1 | 3-2 |
| CD Platense                                                | 5-3 | 1-2 | 3-2 | 1-2 | 1-1 |     | 2-1 | 4-1 | 3-1 | 2-2 | 1-0 |
| Real España                                                | 2-0 | 1-1 | 2-4 | 0-1 | 1-1 | 1-1 |     | 2-1 | 1-2 | 0-1 | 0-0 |
| Real Maya Deportivo                                        | 2-1 | 2-2 | 0-1 | 2-2 | 3-0 | 0-0 | 0-1 |     | 2-1 | 1-0 | 0-0 |
| Pumas UNAH                                                 | 0-0 | 1-1 | 0-1 | 1-1 | 1-1 | 2-3 | 0-1 | 0-1 |     | 1-3 | 0-2 |
| CD Victoria                                                | 3-1 | 0-2 | 0-0 | 1-4 | 3-1 | 1-0 | 1-1 | 0-2 | 1-1 |     | 1-1 |
| CD Vida                                                    | 5-2 | 1-1 | 1-2 | 0-0 | 1-0 | 2-3 | 1-1 | 2-1 | 3-1 | 2-2 |     |
| - Victoire à domicile - Match nul - Victoire à l'extérieur |     |     |     |     |     |     |     |     |     |     |     |

#### Classement cumulatif
| Rang | Équipe                | Pts | J  | G  | N  | P  | Bp | Bc | Diff |
| ---- | --------------------- | --- | -- | -- | -- | -- | -- | -- | ---- |
| 1    | CD Motagua (C)        | 83  | 40 | 24 | 11 | 5  | 62 | 32 | +30  |
| 2    | CD Olimpia            | 82  | 40 | 22 | 16 | 2  | 79 | 36 | +43  |
| 3    | CD Platense           | 70  | 40 | 20 | 10 | 10 | 78 | 56 | +22  |
| 4    | CD Marathon           | 62  | 40 | 15 | 17 | 8  | 59 | 52 | +7   |
| 5    | Real España           | 55  | 40 | 13 | 16 | 11 | 54 | 52 | +2   |
| 6    | CD Victoria           | 50  | 40 | 11 | 17 | 12 | 49 | 53 | -4   |
| 7    | CD Vida               | 46  | 40 | 12 | 10 | 18 | 57 | 59 | -2   |
| 8    | Real Maya Deportivo   | 46  | 40 | 12 | 10 | 18 | 51 | 56 | -5   |
| 9    | Pumas UNAH            | 39  | 40 | 9  | 12 | 19 | 43 | 59 | -16  |
| 10   | Palestino FC (en) (P) | 32  | 40 | 7  | 11 | 22 | 48 | 81 | -33  |
| 11   | Independiente Villela | 23  | 40 | 3  | 14 | 23 | 42 | 87 | -45  |

| Légende : Qualifications et relégations | Légende : Qualifications et relégations                                           |
| --------------------------------------- | --------------------------------------------------------------------------------- |
|                                         | Copa Interclubes UNCAF 1999 (en) (Phase de groupe)                                |
|                                         | Relégué en Liga Nacional de Ascenso                                               |
|                                         | (C) : Vainqueur des deux tournois de la saison (P) : Promu de la saison 1996-1997 |

### La Phase Finale
Les six équipes qualifiées sont réparties dans le tableau final d'après leur classement général, le troisième affrontant le quatrième, le deuxième affrontant le cinquième et le premier affrontant le sixième lors des quarts de finale. Au terme de ceux-ci, le meilleur perdant est également qualifié pour les demi-finales. Les quatre équipes sont alors réparties dans le tableau final d'après leur classement général, le deuxième affrontant le troisième et le premier affrontant le quatrième
En cas d'égalité sur la somme des deux matchs, c'est la position au classement général qui départage les deux équipes, sauf pour la finale où des prolongations puis une séance de tirs au but ont éventuellement lieu.

#### Quarts de finale
| Club        | Aller | Retour | Club                | Commentaire |
| CD Olimpia  | 2-1   | 0-1    | CD Victoria         |             |
| CD Motagua  | 4-1   | 1-1    | Real Maya Deportivo |             |
| CD Platense | 0-0   | 1-1    | CD Marathon         |             |

#### Tableau
|  |             |            |            |            |            |     |   |        |        |        |        |        |
|  | 1/2 finale  | 1/2 finale | 1/2 finale | 1/2 finale | 1/2 finale |     |   | Finale | Finale | Finale | Finale | Finale |
|  |             |            |            |            |            |     |   |        |        |        |        |        |
|  |             |            |            |            |            |     |   |        |        |        |        |        |
|  | CD Olimpia  | (1)        | 1          | 1          |            |     |   |        |        |        |        |        |
|  | CD Olimpia  | (1)        | 1          | 1          |            |     |   |        |        |        |        |        |
|  | CD Victoria | (4)        | 2          | 0          |            |     |   |        |        |        |        |        |
|  | CD Victoria | (4)        | 2          | 0          | CD Olimpia | (1) | 0 | 0      |        |        |        |        |
|  |             |            |            |            |            | (1) | 0 | 0      |        |        |        |        |
|  |             |            | CD Motagua | (2)        | 0          | 1   |   |        |        |        |        |        |
|  | CD Motagua  | (2)        | CD Motagua | (2)        | 0          | 1   | 3 | 2      |        |        |        |        |
|  | CD Motagua  | (2)        |            |            |            |     | 3 | 2      |        |        |        |        |
|  | CD Platense | (3)        | 3          | 1          |            |     |   |        |        |        |        |        |
|  | CD Platense | (3)        | 3          | 1          |            |     |   |        |        |        |        |        |

#### Demi-finales
| Club       | Aller | Retour | Club        | Commentaire |
| CD Olimpia | 1-2   | 1-0    | CD Victoria |             |
| CD Motagua | 3-3   | 2-1    | CD Platense |             |

#### Finale
| Match aller     | CD Motagua | 0:0   | CD Olimpia | Stade Tiburcio Carias Andino |  |
| 18 octobre 1998 |            | (0:0) |            |                              |  |

| Match retour    | CD Olimpia | 0:1 | CD Motagua     | Stade Tiburcio Carias Andino |  |
| 25 octobre 1998 |            |     | Buteur inconnu |                              |  |

## Bilan du tournoi
| Tableau d'Honneur     |            |
| Compétition           | Vainqueur  |
| Tournoi Clausura 1998 | CD Motagua |

| Qualifications continentales 1998-1999 |                       |
| Copa Interclubes UNCAF                 | Qualifiés             |
| Phase de groupe (en)                   | CD Motagua CD Olimpia |

| Promotions et relégations           |                                         |
| Relégué en Liga Nacional de Ascenso | Palestino FC (en) Independiente Villela |
| Promu de Liga Nacional de Ascenso   | Deportivo Broncos                       |